# 大谷義武
大谷 義武（おおや よしたけ、1975年10月6日 - ）は日本の著作家。武蔵コーポレーションの代表取締役。

## 人物・経歴
埼玉県出身。
1999年（平成11年）4月 三井不動産株式会社に入社。同社にて商業施設（ショッピングセンター）の開発・運営業務（用地取得業務、テナントリーシング業務など）、オフィスビルの開発運営業務など最先端の不動産業務に携わる。
2005年（平成17年）12月 同社を退社し、有限会社武蔵コーポレーションを設立（その後、株式会社に改組）。

## 書籍
- 『年収1000万円から始める「アパート事業」による資産形成入門（改訂版）』　（幻冬舎）　2012年6月27日、276頁。
- 『大企業は20代でやめなさい』　（幻冬舎）　2012年9月20日、254頁。
- 『空室率40%時代を生き抜く！利益最大化を実現する「アパート経営」の方程式』　（幻冬舎）　2013年7月2日、277頁。
- 『賃貸アパート・マンションを少しでも高く売る方法』（小冊子）
- 『オーナー社長のための収益物件活用術』　（幻冬舎）　2014年8月30日、260頁。
- 『利益と節税効果を最大化するための収益物件活用Q&A50』　（幻冬舎）　2016年7月29日、381頁。
- 『絶対に後悔しない新卒の「会社選び」』　（幻冬舎）　2018年3月23日、195頁。[2]
- 『一級建築士が教える 買ってはいけない収益物件の見分け方』　（幻冬舎）　2019年3月4日、279頁。※小林孝弘共同著作